# Церковь иконы Божией Матери «Всех Скорбящих Радость» (Пересветово)
Церковь иконы Божией Матери «Всех Скорбящих Радость» (Скорбященская церковь) — православный храм в селе Пересветово Дмитровского городского округа Московской области. Относится к Дмитровскому благочинию Сергиево-Посадской епархии Русской православной церкви.

## История
Из писцовых книг известно, что в 1627 году «…в селе церковь Николая Чудотворца деревянная клецкая, в ней местные образы, и свечи, и ризы, и книги, и колокола, и всякое церковное строение вотчинниково: у церкви во дворе поп Федор Трофимов, во дворе дьячек Федка Поликарпов…».
13 июня 1820 года вместо обветшавшей деревянной Никольской церкви была заложена новая кирпичная церковь в честь иконы Божией Матери «Всех скорбящих Радость». Строительство храма велось на средства князя Сергея Михайловича Голицына — тогдашнего владельца села. Руководила строительством сестра помещика — княжна Анастасия Михайловна, а архитектором был Леонтий Петрович Карлони. Построенный в 1825 году храм был освящён в этом же году.
В 1860-е годы был проведён небольшой ремонт здания и расписаны стены холодной церкви. В 1863 году по рисунку рассмотренному и одобренному архитектором Быковским был устроен новый иконостас в холодном храме в расписан купол. В 1880 году была сооружена духовая печь для отопления здания. 28 августа 1888 года состоялось торжественное освящение обновлённой Скорбященской церкви, хотя строительство колокольни по проекту епархиального архитектора Степана Васильевича Крыгина было завершено в 1889 году.
Пережив Октябрьскую революцию, церковь иконы Божией Матери «Всех Скорбящих Радость» была закрыта в 1937 году и сначала использовалась как сельскохозяйственное хранилище, а в послевоенное время была заброшена и подверглось большим разрушениям: были разобраны трапезная, апсида, северная и южная стены четверика храма.

### Восстановление церкви
Возрождение храма началось после распада СССР. В 2000 году руинированное здание было переданы общине верующих. Совершение еженедельных молебнов и панихид началось в октябре 2004 года. Сначала богослужения проходили среди храмовых руин, а осенью 2005 года на месте Предтеченского придела был сооружён временный деревянный храм, где 23 декабря 2005 года была торжественно отслужена первая литургия. В 2006 году началось проведение реставрационных работ: 17 сентября 2007 года на восстановленным главном куполе храма был водружён крест; к 2009 году были восстановлены стены и своды главного придела и устроено газовое отопление; в 2015 году были проведены внутренние штукатурные работы и в 2016 году в церкви был установлен иконостас из Тихвинского храма села Игнатово.
В настоящее время восстановительные работы завершены. На месте утраченной кладбищенской часовни при Скорбященском храме установлен крест. Настоятелем храма является иерей Дионисий Оскольский.
29 декабря 2024 года епископ Дмитровский и Сергиево-Посадский Кириллом провёл великое освящение восстановленной церкви, также епископ провёл литургию в храме.

## Архитектура
Архитектурно храм представлял собой образец стиля русский ампир — однокупольная церковь с трапезной и колокольней. В трапезной были Никольский и Предтеченский приделы. При храме имелась церковно-приходская школа. При Скорбященской церкви существовала кладбищенская часовня.